# Narakasura
 (août 2014).
Si vous disposez d'ouvrages ou d'articles de référence ou si vous connaissez des sites web de qualité traitant du thème abordé ici, merci de compléter l'article en donnant les références utiles à sa vérifiabilité et en les liant à la section « Notes et références ».

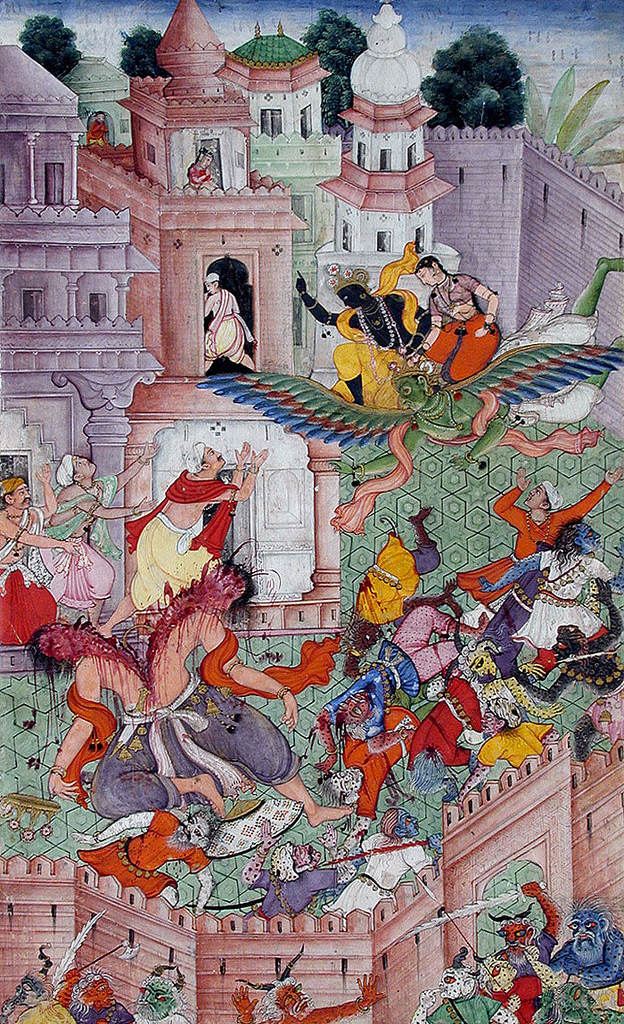
Krishna tue Narakasura, illustration du Harivamsa, aquarelle opaque et or sur papier, art moghol, 1585-1590.

Dans la mythologie hindoue, Narakasura est un asura (démon), fils de la déesse de la terre Bhudevi (Bhumi) et de Varaha, le sanglier troisième avatar de Vishnou.
Selon d'autres sources, il est le fils de l'asura Hiranyaksha. On dit de lui qu'il établit le royaume de Pragjyotisha en Assam, après avoir renversé le dernier des rois Danava, Ghatakasura. Il avait été prédit qu'il serait détruit par l'un des avatars tardifs de Vishnou. Sa mère, la terre, essaya d'obtenir de Vishnou le don de longue vie pour son fils, et aussi qu'il serait tout puissant. Vishnou lui accorda ces dons sans réticence. Narakasura fut finalement détruit par Krishna (le huitième avatar de Vishnou), à la demande des dieux, excédés par ses méfaits. 
La légende de Narakasura est importante pour l'histoire de l'Assam, car il est donné pour le géniteur de plusieurs dynasties qui ont régné sur Kamarupa aux temps historiques. Une colline au sud de Guwahati porte son nom. Il est aussi associé au mythe de la déesse tantrique Kamakhya (en).